# 21 Лутеција
21 Лутеција (лат. 21 Lutetia) је астероид главног астероидног појаса са пречником од приближно 95,76 km.
Афел астероида је на удаљености од 2,832 астрономских јединица (АЈ) од Сунца, а перихел на 2,039 АЈ.
Ексцентрицитет орбите износи 0,162, инклинација (нагиб) орбите у односу на раван еклиптике 3,063 степени, а орбитални период износи 1388,721 дана (3,802. године).
Апсолутна магнитуда астероида је 7,35 а геометријски албедо 0,221.
Астероид је откривен 15. новембра 1852. године.
Дана 10. јула 2010. поред астероида је прошао вјештачки сателит Rosetta, који је између осталог направио низ снимака површине.